# 서울 안양암 석 치성광불좌상 및 권속
안양암 석 치성광불좌상 및 권속(安養庵石熾盛光佛坐像및眷屬)은 대한민국 서울특별시 종로구 창신동, 안양암에 있는 조선시대의 불상이다. 2004년 9월 30일 서울특별시의 문화재자료 제24호 안양암 금륜전 치성광불상 및 권속 11구(安養庵 金輪殿 熾盛光佛像 및 眷屬 十一軀)로 지정되었다가, 2009년 6월 4일 안양암 석 치성광불좌상 및 권속으로 문화재 지정명칭을 변경하였다.

## 지정 사유
현재 금륜전 안에는 중앙의 치성광불상을 중심으로 월광보살, 칠성, 동자, 동녀 등 11구의 상이 좌우로 배치되어 있다. 특히 중앙의 석조불상(치성광불상)은 무릎 위에 놓은 왼손 위에 둥근 지물(持物)을 들고 있어 그동안 약사여래(藥師如來)로 알려져 왔으나 칠성여래(七星如來)의 주불(主佛)인 치성광불(熾盛光佛)로 보는 것이 옳다. 북극성을 상징화한 치성광여래상(熾盛光如來像)은 『안양암지(安養庵誌)』에 1899년 제작되었다고 기록되어 있다. 원래 석조상이지만 현재는 석고가 두껍게 칠해져 있어 원형을 알기 어렵다. 그러나 전체적으로 단순하면서도 생동감 있는 느낌을 주고 있다.
원래 치성광여래의 좌협시(左脇侍)로 일광보살상이 있었을 것이나 현재는 사라지고 우협시인 월광보살상만 남아 있다. 월광보살상 옆으로는 칠원성군상이 좌우로 배치되어 있는데 칠성도에서 칠원성군이 생략되는 대신 칠원성군상이 조성되어 있는 점이 특색 있다. 이러한 칠원성군이 불화가 아니라 불상으로 남아 있는 경우는 안양암의 경우가 현재로서는 유일하다. 치성광여래상 역시 불화에는 표현되나 불상으로 남아 있는 경우는 많지 않다. 이들 불상들은 친근미 나지만 경직된 면이 보이는 19c 말의 조각들이어서 유형문화재로 지정하기는 어려우나 희귀한 자료들이라는 점에서 문화재자료로 지정한다.

## 갤러리

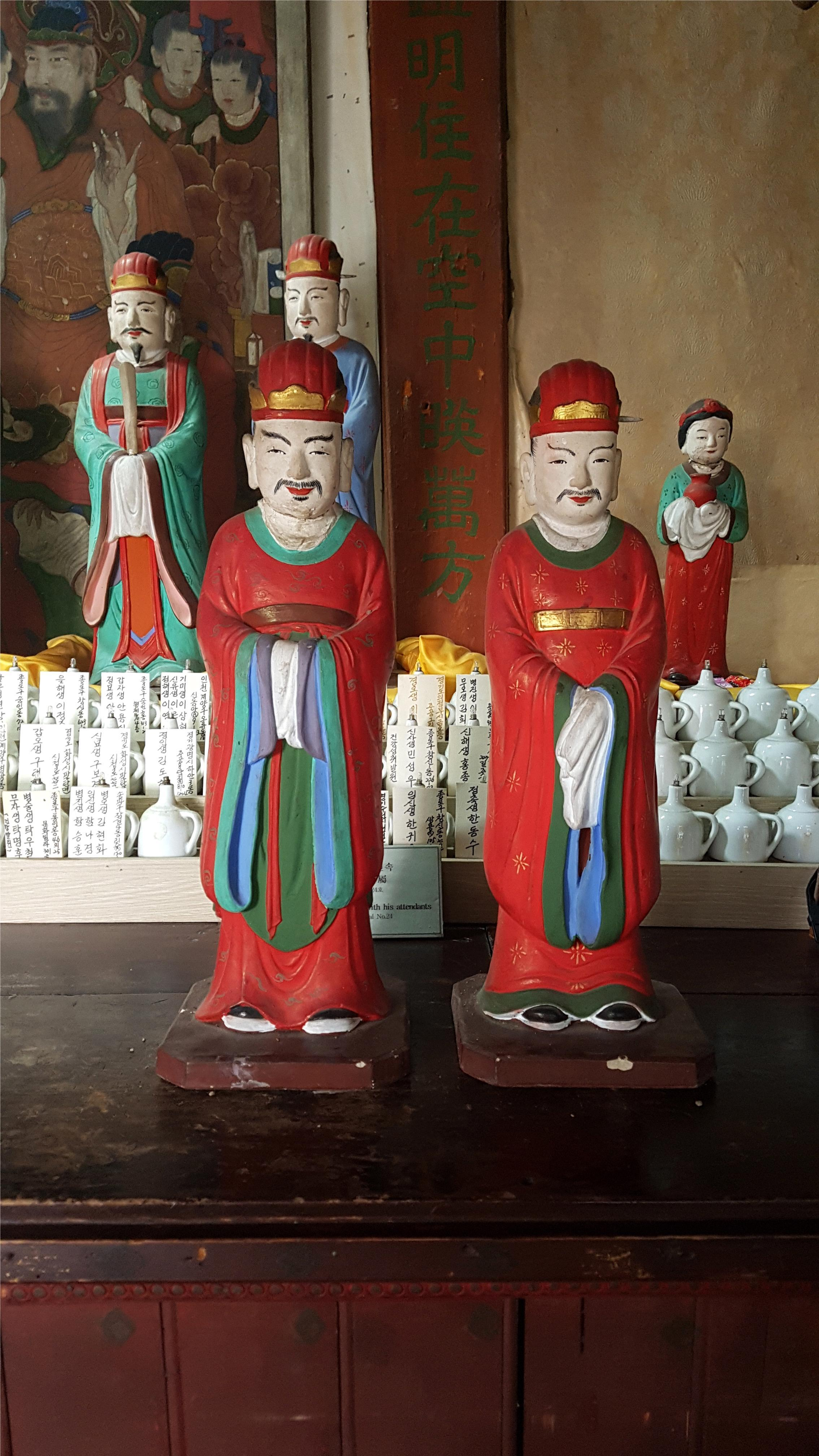

## 지정 목록[1]
| 지정종별 및 번호  | 문화재명                         | 세부 대상    | 지정 수량 | 조성연대                 |
| ----------------- | -------------------------------- | ------------ | --------- | ------------------------ |
| 문화재자료 제24호 | 안양암 금륜전 치성광불상 및 권속 | 치성광불상   | 1구       | 치성광불상 (1889년 추정) |
| 문화재자료 제24호 | 안양암 금륜전 치성광불상 및 권속 | 우협시보살상 | 1구       | 시대 미상                |
| 문화재자료 제24호 | 안양암 금륜전 치성광불상 및 권속 | 칠원성군상   | 1구       | 시대 미상                |
| 문화재자료 제24호 | 안양암 금륜전 치성광불상 및 권속 | 보성상       | 1구       | 시대 미상                |
| 문화재자료 제24호 | 안양암 금륜전 치성광불상 및 권속 | 필성상       | 1구       | 시대 미상                |
| 문화재자료 제24호 | 안양암 금륜전 치성광불상 및 권속 | 동자상       | 1구       | 시대 미상                |
| 문화재자료 제24호 | 안양암 금륜전 치성광불상 및 권속 | 동녀상       | 1구       | 시대 미상                |
| 문화재자료 제24호 | 안양암 금륜전 치성광불상 및 권속 | 총계         | 1구       |                          |

## 참고 자료
- 안양암 석치성광불좌상 및 권속 - 국가유산청 국가유산포털